# Златното ключе или приключенията на Буратино
„Златното ключе или приключенията на Буратино“ е повест-приказка от Алексей Толстой, адаптация, написана по мотиви от приказката за Пинокио на Карло Колоди. Произведението е започнато през 1923-1924 г., когато авторът живее в емиграция.
Приказката разказва историята на мързеливия и непослушен Буратино, който напуска дома на татко Карло. Злосторниците Лиса Алиса и котаракът Базилио го примамват с лъжи в Страната на глупците. За да се спаси от тях и от алчния и страшен Карабас Барабас, дървеното човече трябва на всяка цена да открие тайната на златното ключе.

## Герои от произведението
- Буратино – дървена кукла, замисъл и творение на татко Карло
- Татко Карло – изпаднал латернист, просяк и творец на Буратино
- Джепето — дърводелец, пияница и приятел на татко Карло, материализирал замисъла на бащата на Буратино, изработвайки от старата латерна на татко Карло Буратино
- Карабас Барабас – доктор на куклените науки и собственик на кукления театър
- Будалко – търговец на медицински пиявици
- Малвина – кукла и девойка избягала от театъра на Карабас Барабас, която живее в къща в гората
- Артемон – пудел, предан на Малвина
- Пиеро – кукла и поет влюбен в Малвина
- Арлекино – кукла и партньор на Пиеро на сцената
- Лиса Алиса — измамничка, преструваща се на саката, спътница на Котарака Базилио
- Котаракът Базилио – мошеник като лисицата; преструва се на сляп
- Костенурката Тортила – живее в езерото и дава на Буратино златното ключе
- Говорещият щурец – предсказва съдбата на Буратино

Буратино е персонаж на комедия дел арте. Фразата на руски „А роза упала на лапу Азора“, която Малвина преподава на Буратино е взета от знаменития палиндром на Афанасий Фет (в българския превод е използвана фразата „алена фанела“, също палиндром). За прототип на Будалко се счита френския лекар Жак Булемард, който живее в Москва в края на 19 век и практикува метода за лечение с пиявици, демонстрирайки нагледно върху себе си пред московчани успеха на научния метод. Булемард е хващал пиявиците с ръце, след което те му се подували като ухапани от комари.
„Златното ключе или приключенията на Буратино“ е препоръчителна литература както за деца и юноши, така и за непораснали възрастни.

## Екранизация
- "Приключенията на Буратино" – съветски анимационен филм от 1959 година
- "Приключенията на Буратино" – съветски музикален телевизионен филм от 1975 г.